# Gästriklands runinskrifter 18
Gästriklands runinskrifter 18 är fyra vikingatida runstensfragment av rödgrå gävlesandsten som påträffats i Björke, Hille socken och Gävle kommun. De fyra fragmenten utgör delar av samma runsten. Fragmenten A, B och D förvaras i Gävle museum och fragment C i Hille hembygdsgård. Fragment A hittades 1933 i en källare till en mangårdsbyggnad. Det är oklart när fragment B påträffades, men det - liksom de andra - är funnet i Björke. Fragment C blev funnet 1943. Det hade fungerat som ett stolpstöd under en lada. Det fjärde fragmentet, D, hittades 1988 i en ladugårdsgrund. Fragment C har en bild av man som åker i en vagn och håller en korsstav i handen.

## Inskriften
Translitterering av runraden:
§A ... ' os... 
§B ... ...-a + ost... 
§C ... ...ual ' aukli-... 
§D ...-honis-...
Normalisering till runsvenska:
§A ... As... 
§B ... ... ... 
§C ... ... ... 
§D ...